# The Speck on the Wall
Pour plus de détails, voir Fiche technique et Distribution.
The Speck on the Wall est un film muet américain réalisé par Colin Campbell et sorti en 1914.

## Fiche technique
- Titre : The Speck on the Wall
- Réalisation : Colin Campbell
- Scénario : Colin Campbell, d'après une histoire de James Oliver Curwood
- Producteur : William Selig
- Société de production : Selig Polyscope Company
- Société de distribution : General Film Company
- Pays de production :  États-Unis
- Langue : film muet avec les intertitres en anglais
- Format : Noir et blanc — 35 mm — 1,33:1 — Muet
- Métrage : 600 m
- Genre : Film dramatique
- Durée : 20 minutes
- Date de sortie : 
  - États-Unis : 17 août 1914

## Distribution
- Kathlyn Williams : Pauline St. John
- Frank Clark : St. John, le mari de Pauline
- Wheeler Oakman : Roland De Long
- Charles Clary : le détective John Gaunt